# Août 2006 en sport
Cette page concerne l'actualité sportive du mois d'août 2006.

## Mardi1eraoût
- Football, deuxième tour préliminaire retour de la ligue des Champions 2006-2007 : 
  - B36 Tórshavn 0-5  Fenerbahçe.
- Natation : deuxième journée des compétitions de natation en bassin et début des compétitions de plongeon des Championnats d'Europe de natation 2006 à Budapest (Hongrie).

## Mercredi2 août
- Canoë-kayak : ouverture des compétitions aux Championnats du monde de canoë-kayak slalom 2006 à Prague (République tchèque).
- Football, deuxième tour préliminaire retour de la Ligue des Champions 2006-2007 : 
  - Dinamo Zagreb 5-2 Ekranas Panevėžys;
  - Spartak Moscou 0-0 FC Sheriff Tiraspol;
  - Rabotnički Kometal Skopje 4-1 Debrecen VSC;
  - Steaua Bucarest 3-0 ND Gorica;
  - MyPa 47 2-2 FC Copenhague;
  - Vålerenga IF 2-2 FK Mladá Boleslav;
  - MFK Ružomberok 3-1 Djurgårdens IF;
  - Legia Varsovie 2-0 FH Hafnarfjörður;
  - Red Bull Salzbourg 2-0 FC Zurich;
  - NK Široki Brijeg 0-0 Heart of Midlothian;
  - Dynamo Kiev 4-0 Metalurgs Liepaja;
  - Étoile rouge de Belgrade 3-0 Cork City FC;
  - Sioni Bolnissi 0-2 Levski Sofia.

## Vendredi4 août
- Football : reprise du championnat de France de Ligue 1 avec en match d'ouverture le quintuple champion de France, l'Olympique lyonnais, qui s'impose 1-3 en déplacement à la Beaujoire face au FC Nantes.

## Samedi5 août
- Cyclisme : les résultats de l'analyse de l'échantillon B de Floyd Landis montre bien un excédent important de testosterone. Licencié par son équipe (Phonak) dès l'annonce de ce résultat, l'Américain devrait être déclassé et perdre sa victoire lors du Tour de France 2006. Ce serait le deuxième cas de déclassement pour un vainqueur du Tour de France après de le précédent du Tour de France 1904.
- Rugby à XV , Tri-nations 2006 : l'Australie a battu  l'Afrique du Sud par 20-18  à Sydney.

## Dimanche6 août
- Automobile, Formule 1 : Jenson Button (Honda) remporte le Grand Prix de Hongrie. Abandon de Fernando Alonso (Renault) et de Michael Schumacher Ferrari.
- Canoë-kayak, Championnats du monde de canoë-kayak slalom : dernière journée de compétition à Prague des Championnats du monde de canoë-kayak slalom 2006. Avec trois titres (C1 avec Tony Estanguet aujourd'hui et K1 par équipe chez les hommes et les femmes hier et avant-hier), la France termine la compétition en tête du tableau des médailles.
- Golf, British Open féminin de golf : l'Américaine Sherri Steinhauer  remporte ce tournoi de grand-chelem féminin.
- Natation, championnats d'Europe : dernière journée de compétition à Budapest des Championnats d'Europe de natation 2006. Les deux reines de ces championnats sont l'Allemande Britta Steffen (5 médailles dont 4 en or et 3 records du monde) et la Française Laure Manaudou (7 médailles dont 4 en or, 1 record du monde et 1 record d'Europe).

## Lundi7 août
- Athlétisme, championnats d'Europe : premier jour de compétition à Göteborg pour l'édition 2006.

## Mardi8 août
- Athlétisme, championnats d'Europe : le Portugais Francis Obikwelu remporte le titre sur 100 mètres en 9,99 s.
- Football, troisième trou préliminaire aller Ligue des Champions 2006-2007 : 
  - Dinamo Zagreb 0-3 Arsenal;
  - Austria Vienne 1-1 Benfica Lisbonne.
- Football américain : Roger Goodell est élu commissaire de la NFL. Il succède à Paul Tagliabue.

## Mercredi9 août
- Athlétisme, championnats d'Europe : la Belge Kim Gevaert remporte le titre sur 100 mètres en 11,06 secondes tandis que les Français Marc Raquil (400 mètres) et Mehdi Baala (1500 mètres) atteignent également la plus haute marche du podium. Le russe Andrey Silnov remporte l'épreuve du saut en hauteur avec un bond à 2,36 m.
- Cyclisme, Tour d'Allemagne 2006 : leader depuis dimanche, l'Allemand Jens Voigt remporte son tour national.
- Football, troisième tour préliminaire aller de la Ligue des Champions 2006-2007 : 
  - FC Slovan Liberec 0-0 Spartak Moscou;
  - Lille OSC 3-0 Rabotnički Kometal Skopje;
  - Standard de Liège 2-2 Steaua Bucarest  ;
  - FC Copenhague 1-2 Ajax Amsterdam ;
  - Galatasaray 5-2 FK Mladá Boleslav;
  - CSKA Moscou 3-0 MFK Ružomberok ;
  - Chakhtior Donetsk 1-0 Legia Varsovie;
  - Red Bull Salzbourg 1-0 Valence CF;
  - Dynamo Kiev 3-1 Fenerbahçe;
  - Heart of Midlothian 1-2 AEK Athènes ;
  - Milan AC 1-0 Étoile rouge de Belgrade;
  - Levski Sofia  2-0 Chievo Vérone ;
  - Liverpool FC 2-1 Maccabi Haïfa ;
  - Hambourg SV 0- 0 Osasuna Pampelune  .
- Voile : Gérald Veniard (Scutum) remporte la première étape de la  Solitaire du Figaro entre Cherbourg-Octeville et Santander.

## Vendredi11 août
- Football : ouverture du Championnat d'Allemagne de football avec une victoire du champion en titre, le Bayern de Munich, face au Borussia Dortmund (2-0).

## Samedi12 août
- Cyclisme, Classique de Saint-Sébastien : l'Espagnol Xavier Florencio (Bouygues Telecom) remporte la 26e édition de la "Clasica". C'est la première victoire sur le ProTour pour l'équipe Bouygues Telecom.

## Dimanche13 août
- Athlétisme : dernier jour de compétition des championnats d'Europe.
- Automobile : Rallye d'Allemagne : victoire du français Sébastien Loeb  sur Citroën Kronos, devant son coéquipier espagnol Daniel Sordo et le finlandais Marcus Grönholm.

- Tennis, finale du Masters du Canada (ATP) : Roger Federer s'impose face à Richard Gasquet 2/6-6/3-6/2 et remporte ainsi le 40e tournoi de sa carrière.

## Lundi14 août
- Voile : le Français Thomas Coville a battu le record du tour des Îles Britanniques en solitaire en 6 jours 6h40:31. Il améliore le record de 1 jour 2h06:29.

## Mercredi16 août
- Football, Copa Libertadores : le Sport Club Internacional sort vainqueur de la finale 100 % brésilienne de la Copa Libertadores 2006 face au São Paulo Futebol Clube, tenant du trophée (2-1 à l'aller, 2-2 au retour). C'est la première fois que le club de Porto Alegre enlève la Copa Libertadores.
- Tennis, Masters de Cincinnati : l'Écossais Andy Murray a éliminé Roger Federer 7-5, 6-4, lors du second tour du Masters de Cincinnati. Fin de série pour le joueur suisse qui restait sur 17 finales consécutives, échouant ainsi d'un rien sur le record de 18 finales jouées consécutivement signé par le tchèque Ivan Lendl. Autre statistique impressionnante : Federer restait sur 194 victoires consécutives lors de matchs joués en deux sets gagnants.
- Voile, Solitaire du Figaro : Nicolas Troussel (Financo) remporte la deuxième étape entre Santander et Saint-Gilles-Croix-de-Vie et prend la tête du classement général.

## Jeudi17 août
- Football, Coupe du monde de football féminin des moins de 20 ans 2006 : ouverture de la compétition en Russie avec notamment une défaite 3-2 pour les jeunes Canadiennes face aux Nigérianes. Kaylyn Kyle et Amanda Cicchini ont marqué pour le Canada, mais en fin de partie, un doublé de Cynthia Uwak (82e, 90e) assure le succès du Nigeria. Dans l'autre groupe jouant lors de ce premier jour de compétition, le choc Russie-Brésil à Saint-Pétersbourg se solde par un score nul et vierge.

## Vendredi18 août
- Athlétisme, Weltklasse Zürich : le Jamaïcain Asafa Powell égale à Zurich le record du monde du 100 mètres en 9,77 secondes lors de cette étape de la Golden League 2006.
- Rugby à XV, Championnat de France de rugby Top 14 en 2006-07 : le coup d'envoi du championnat entre Biarritz et ASM Clermont se solde par une victoire 29-24 de Biarritz.

## Samedi19 août
- Basket-ball , Championnat du monde masculin : ouverture de la compétition qui sacrera son champion le 3 septembre prochain.
- Football, championnat d'Angleterre : reprise du championnat de Premiership avec en match d'ouverture la rencontre Sheffield United FC - Liverpool FC qui se solde par un match nul 1-1.
- Rugby à XV, Tri-nations : la Nouvelle-Zélande  bat l'Australie à l'Eden Park de Auckland par 34-27 et remporte le Tri-nations 2006.

## Dimanche20 août
- Aviron (sport) : ouverture des championnats du monde à Eton (Royaume-Uni)
- Équitation : ouverture des Jeux équestres mondiaux à Aix-la-Chapelle (Allemagne)
- Golf : dernière journée de compétition au tournoi USPGA. Tiger Woods l'emporte en rendant une carte de 18 coups sous le par.
- Rallye : arrivée du Rallye de Finlande et victoire du Finlandais Marcus Grönholm, Sébastien Loeb, deuxième, reste en tête du championnat.
- Tennis, finale du Masters de Cincinnati : Andy Roddick l'emporte face à Juan Carlos Ferrero 6-3, 6-4.
- Vitesse Moto : Grand Prix moto de République tchèque 2006.

## Lundi21 août
- Équitation : quatre ans après les Jeux équestres mondiaux de Jerez, l'équipe de France est de nouveau Championne du Monde d'endurance à Aix-la-Chapelle (Allemagne). L'équipe est composée de Virginie Atger/Kangoo d'Aurabelle, Philippe Benoît/Akim du Boulve, Pascale Dietsch/Hifrane du Barthas et Florian Legrand/Imanh. En individuel, Virginie Atger remporte le titre de Vice-Championne du Monde et Elodie Le Labourier la médaille de Bronze.

## Mardi22 août
- Football, troisième tour préliminaire retour de la Ligue des Champions 2006-2007 : 
  - Benfica Lisbonne 3-0 Austria Vienne;
  - Maccabi Haïfa 1-1 Liverpool FC;
  - Valence CF 3-0 Red Bull Salzbourg;
  - Étoile rouge de Belgrade 1-2 Milan AC;
  - Osasuna Pampelune 1-1 Hambourg SV.

## Mercredi23 août
- Football, troisième tour préliminaire retour de la Ligue des Champions 2006-2007 : 
  - Spartak Moscou 2-1 FC Slovan Liberec;
  - Legia Varsovie 2-3 Chakhtior Donetsk ;
  - Chievo Vérone 2-2 Levski Sofia;
  - AEK Athènes 3-0 Heart of Midlothian;
  - MFK Ružomberok 0-2 CSKA Moscou ;
  - FK Mladá Boleslav 1-1 Galatasaray;
  - Steaua Bucarest 2-1 Standard de Liège;
  - Ajax Amsterdam 0-2 FC Copenhague;
  - Fenerbahçe 2-2 Dynamo Kiev;
  - Rabotnički Kometal Skopje 0-2 Lille OSC;
  - Arsenal 2-1 Dinamo Zagreb.

## Samedi26 août
- Cyclisme : début du Tour d'Espagne.
- Football : reprise du championnat d'Espagne de football.
- Rugby à XV, Tri-nations 2006 : l'Afrique du Sud est battue 25-46 par la Nouvelle-Zélande au Loftus Versfeld Stadium, Pretoria.

## Dimanche27 août
- Automobile : 
  - Formule 1 : le brésilien Felipe Massa (Ferrari) remporte le premier grand prix de sa carrière lors du Grand Prix de Turquie devant Fernando Alonso (Renault)  et Michael Schumacher (Ferrari).
  - Champcar : le français Sébastien Bourdais remporte sa sixième victoire de la saison sur le circuit de l'île Notre Dame à Montréal.
- Cyclisme : le Français Julien Absalon devient champion du monde de VTT à l'occasion des Championnats du monde de VTT.

## Lundi28 août
- Joutes nautiques : les Sétois Aurélien Evangélisti (4e victoire) et Mickael Arnau (1re victoire) sont déclarés covainqueurs du 264e Grand Prix de la Saint-Louis à Sète.
- Tennis : début de l'US Open de tennis.

## Mardi29 août
- Basket-ball, quarts de finale du championnat du monde :
  -  Espagne 89 - 67  Lituanie  ;
  -  Argentine 83 - 58  Turquie.

## Mercredi30 août
- Basket-ball, quarts de finale du championnat du monde :
  -  Grèce 73 - 56  France;
  -  États-Unis 85 - 65  Allemagne.

## Jeudi31 août
- Football américain : ouverture de la saison du Championnat NCAA de football américain 2006.
- Rugby à XV : ouverture de la Coupe du monde de rugby féminin qui se tient à Edmonton au Canada.

## Principaux rendez-vous sportifs du mois d'août 2006
- 27 juillet au 6 août : natation, Championnats d'Europe de natation
- 1 au 9 août : cyclisme, Tour d'Allemagne
- 2 au 6 août : canoë-kayak, Championnats du monde de canoë-kayak slalom 2006
- 3 au 6 août : golf, British Open féminin de golf
- 4 août : football, reprise du championnat de France de Ligue 1
- 4 au 30 août : voile, Solitaire du Figaro
- 6 août : formule 1, Grand Prix automobile de Hongrie
- 7 au 13 août : 
  - tennis, Masters du Canada
  - athlétisme, Championnats d'Europe d'athlétisme 2006
- 11 au 13 août : rallye, Rallye d'Allemagne
- 12 août : cyclisme, Classique de Saint-Sébastien
- 14 au 20 août : tennis, Masters de Cincinnati
- 16 au 23 août : cyclisme, Eneco Tour
- 17 au 20 août : 
  - golf, Tournoi USPGA
  - golf, Open de France
- 17 août au 3 septembre : football, Coupe du monde de football féminin des moins de 20 ans
- 18 août : athlétisme, Weltklasse Zürich
- 18 : rugby à XV, reprise du championnat de France du TOP 14
- 18 au 20 août : rallye, Rallye de Finlande
- 19 août : football, reprise du championnat d'Angleterre du Premiership
- 19 août au 3 septembre : basket-ball, Championnat du monde de basket masculin 2006 au Japon
- 20 août : vitesse Moto, Grand Prix de République tchèque
- 20 au 27 août : aviron (sport), Championnats du monde d'aviron
- 20 août au 3 septembre : équitation, Jeux équestres mondiaux
- 22 au 28 août : cyclisme, Championnats du monde de VTT
- 24 au 29 août : joute nautique, 264e Grand Prix de la Saint-Louis à Sète
- 25 août : athlétisme, Mémorial Van Damme
- 26 août au 17 septembre : cyclisme, Tour d'Espagne
- 26 août : football, reprise du championnat d'Espagne de Primera Liga
- 27 août : formule 1, Grand Prix automobile de Turquie
- 28 août au 10 septembre : tennis, US Open de tennis
- 31 août au 18 septembre : rugby à XV, Coupe du monde de rugby féminin
- 31 août : football américain, ouverture de la saison du Championnat NCAA de football américain 2006